# Bahnhof Friesack (Mark)

Der Bahnhof Friesack (Mark) ist ein Bahnhof an der Bahnstrecke Berlin–Hamburg, der rund zwei Kilometer nördlich der namensgebenden Stadt Friesack im brandenburgischen Landkreis Havelland liegt. Die um den Bahnhof gewachsenen Strukturen sind unter dem Namen Am Bahnhof als Wohnplatz der Stadt ausgewiesen. Das Empfangsgebäude des Bahnhofs, das von 1844 bis 1846 entstand, steht unter Denkmalschutz.

## Lage und Anbindung
Der Bahnhof liegt rund zwei Kilometer nördlich des Ortsausgangs der Kernstadt Friesack an der Landesstraße 166, etwa mittig zwischen Friesack und dem Ortsteil Zootzen. Rund einen Kilometer östlich liegt der Wohnplatz Fliederhorst.
Er wird von einer Regional-Express-Linie wie folgt bedient:
| Linie                    | Linienverlauf | Takt (min)                                        | EVU  |
| ------------------------ | --- | ------------------------------------------------- | ---- |
| RE 8                     | Flughafen BER – Berlin Ostbahnhof – Berliner Stadtbahn – Berlin-Charlottenburg – Berlin-Spandau – Falkensee – Nauen – Friesack(Mark) – Neustadt (Dosse) – Wittenberge – Ludwigslust – Holthusen – Schwerin Hbf – Bad Kleinen – Wismar | 60 (BER – Wittenberge) 120 (Wittenberge – Wismar) | ODEG |
| Stand: 15. Dezember 2024 | |                                                   |      |

Die beiden westlichen Gleise sind durchgehende Hauptgleise und mit 230 km/h befahrbar. Am westlichen Gleis, das neben dem Empfangsgebäude liegt, sind Sperrgitter als  Reisendensicherungsanlage angebracht. Auf dem östlichen Gleis, das als Überholgleis dient und auf dem Personenzüge Richtung Wittenberge halten, sind 60 km/h zulässig.
Auf beiden Seiten des Bahnhofs sind Parkplätze und Bushaltestellen angeordnet. Über den Bahnhof verläuft eine Straßenbrücke, der auch die beiden Bahnsteige mittels Treppen und Rampen miteinander verbindet.
Auf der Ostseite des Bahnhofs liegen auch ein Elektronisches Stellwerk und eine GSM-R-Basisstation.

## Geschichte und Baubeschreibung

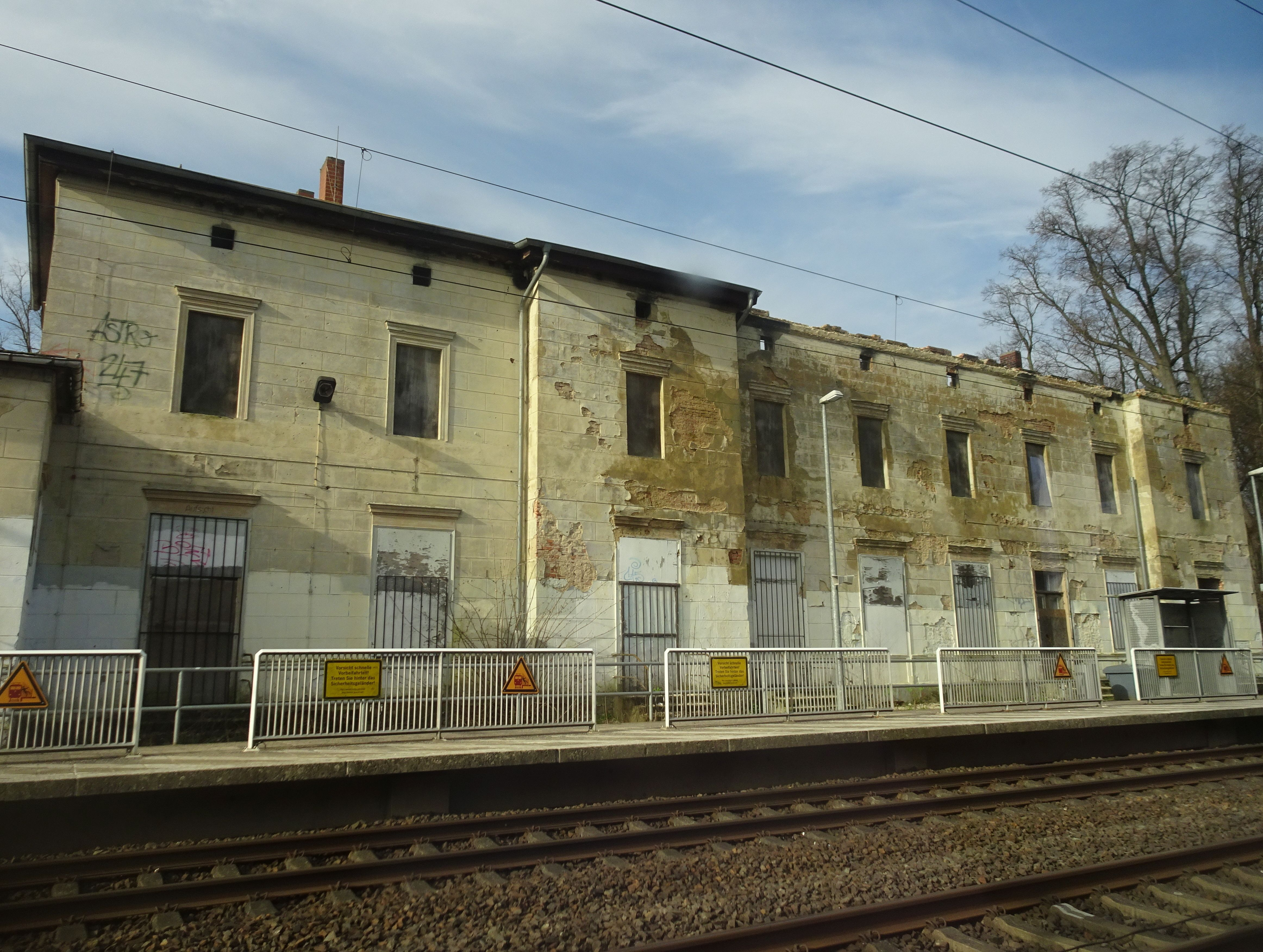
Bahnhofsgebäude nach dem Brand 2023.

Das Bahnhofsgebäude wurde zwischen 1844 und 1846 nach Plänen der Architekten Friedrich Neuhaus und Ferdinand Wilhelm Holz errichtet. Neuhaus war seinerzeit Vorstandsvorsitzender der Berlin-Hamburger Bahn, deren Bau in diesen Jahren ausgeführt wurde. Das Duo plante also eine ganze Reihe neuer, stattlicher Empfangsgebäude entlang der neuentstehenden Bahnstrecke – allesamt in ähnlicher Gestalt. Erhalten geblieben sind beispielsweise die Empfangsgebäude der Bahnhöfe Paulinenaue, Neustadt (Dosse) und Wittenberge. Um den Bahnhof entstanden später einige Wohn- und Gewerbebauten, das Gebiet um den Bahnhof ist daher offiziell als Wohnplatz ausgewiesen.
Beim Empfangsgebäude handelt es sich um einen rechteckigen, zweistöckigen Bau des späten Klassizismus. Das Gebäude ist aus Ziegeln errichtet und verputzt. Die Fassade ist angedeutet gequadert. Inzwischen ist das Gebäude ungenutzt und baufällig. Ein Großbrand beschädigte am Morgen des 1. Mai 2023 das leerstehende Bauwerk.
Thomas Drachenberg, Landeskonservator und stellvertretender Direktor des Brandenburgischen Landesamtes für Denkmalpflege sagte über die Bahnhofsgebäude an der Hamburger Bahn „Nach der bekannten Verkaufspolitik der Bahn fehlt dieser architektonischen Perlenkette des frühen Eisenbahnbaus in Deutschland das einheitliche Dach der Fürsorge.“
Im Zuge der vom 1. August 2025 bis 30. April 2026 geplanten Generalsanierung der Bahnstrecke Berlin–Hamburg sollen Bahnsteigbelänge, Wegeleitung und Beleuchtung erneuert, das Blindenleitsystem erweitert, neue Sitzmöbel beschafft und die Reisendeninformation über neue Anzeigen erweitert werden. Darüber hinaus sollen Masten gegründet werden.

## Belege
1. ↑  Übersicht der Betriebsstellen und deren Abkürzungen aus der Richtlinie 100. (PDF; 769 kB) DB Netz, August 2015, S. 29, abgerufen am 14. Mai 2023.
2. ↑  Dehio Brandenburg, überarbeitete und erweiterte Auflage 2012. S. 854
3. ↑  Sebastian Morgner: Bahnhof Friesack brennt: Behinderungen bei Löscharbeiten. In: Märkische Allgemeine. 1. Mai 2023, archiviert vom Original am 1. Mai 2023; abgerufen am 1. Mai 2023.
4. ↑  Benjamin Lassiwe: Sorgenkinder und Hoffnungszeichen: Der Erhalt alter Bahnhöfe in Brandenburg klappt noch nicht überall. In: tagesspiegel.de. 23. Mai 2023, abgerufen am 19. November 2023.
5. ↑  Modernisierung der Bahnhöfe. In: hamburg-berlin.deutschebahn.com. Abgerufen am 7. August 2025.
6. ↑  Information zu nächtlichen Bauarbeiten in Friesack (OT Vietznitz). In: hamburg-berlin.deutschebahn.com. 7. August 2025, abgerufen am 7. August 2025.